# Pierre Ier (roi de Portugal)
Pour les articles homonymes, voir Pierre de Portugal.
Pierre Ier de Portugal, dit Pierre le Justicier (en portugais Pedro o Justiceiro), né le 8 avril 1320 à Coimbra et mort le 18 janvier 1367 à Estremoz, est le huitième roi de Portugal, de 1357 à 1367 ,.

## Début de vie

### Jeunesse
Pierre est le fils du roi Alphonse IV de Portugal (1291-1357), dit Alphonse le Brave, et de Béatrice de Castille (1293-1359).
De ses six frères et sœurs, seulement deux filles, Marie de Portugal et Éléonore de Portugal, survivent à la petite enfance ,.
À six ans, peu après l'accession de son père au trône, Pierre se voit accorder une suite de six personnes, dont son majordome et précepteur Lopo Fernandes Pacheco .

### Projets de mariage
En octobre 1327, des contrats de mariage sont négociés pour Pierre avec Blanche de Castille (1319-1375), petite-fille du roi Sanche IV, et pour sa sœur, Marie de Portugal, avec le futur Alphonse XI de Castille ,. Blanche est emmenée au Portugal pour y être élevée jusqu'à ce qu'elle soit en âge de se marier, où elle reste huit ans. Selon la « Chronique du roi  Pierre Ier » de Fernão Lopes, pendant son séjour, elle commence à montrer des signes de maladie qui la rendent inapte au mariage et à la procréation. Elle est examinée par des médecins, dont ceux envoyés par Alphonse XI, qui confirment sa santé mentale fragile ainsi que son incapacité. En raison du refus de l'infant Pierre et du trouble mental évident de l'infante Blanche, le mariage proposé n'a pas lieu  ,,,.
Alphonse IV de Portugal décide de marier son fils et héritier, Pierre, avec Constance de Castille, la fille de Don Juan Manuel, afin de forger une alliance avec lui . Lorsque Constance arrive au Portugal en 1340, Inés de Castro, la belle et aristocratique fille d'une importante famille galicienne, l'accompagne comme dame de compagnie .

### Liaisons
Alors qu’il ne règne pas encore, Pierre est connu pour sa relation adultère avec Inés de Castro, la dame de compagnie de son épouse Constance de Castille, qui a d'importantes répercussions sur la vie politique du Portugal sous le règne d’Alphonse IV. Inés finit par être assassinée, supposément sur ordre du souverain en 1355 sans que cela n'entraîne d’amélioration dans les rapports entre père et fils. Au contraire, entre 1355 et son accès à la couronne, Pierre se révolte contre son père au moins deux fois . 

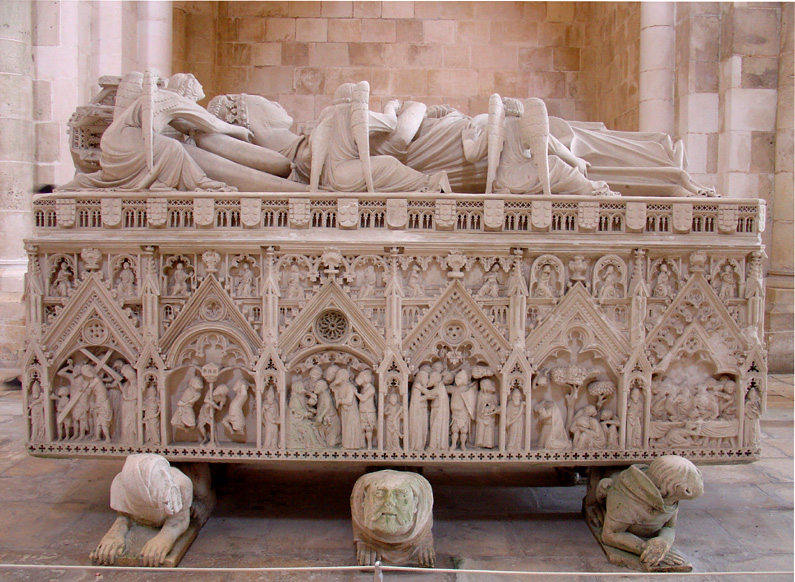
Tombeau d'Inés de Castro à l'abbaye d'Alcobaça.

L'histoire d'amour et le conflit père-fils ont inspiré plus de vingt opéras et de nombreux écrivains, notamment : l'épopée nationale portugaise « Les Lusiades » de Luís de Camões, les œuvres espagnoles « Nise lastimosa » et « Nise laureada » (1577) de Jerónimo Bermúdez et « Reinar despues de morir » de Luis Vélez de Guevara, ainsi que « Inez de Castro » de Mary Russell Mitford et le drame français « La Reine morte » de Henry de Montherlant .
Selon la chronique de Fernão Lopes, le futur roi Pierre Ier est bègue et souffre de crises d'épilepsie. Il est également documenté dans cette chronique, selon Fernão Lopes lui-même, que le prince portugais a une passion pour un écuyer appelé Afonso Madeira « qu'il aime plus qu'il ne faut le dire ici » .
Fernão Lopes inclus un chapitre expliquant comment Pierre a puni son écuyer parce qu'il « a couché avec une femme mariée » en ordonnant que « les membres que possèdent les hommes les plus estimés » lui soient amputés, ce qui conduit certains auteurs à suggérer que cette « castration » est peut-être motivée par la jalousie du prince ,,.

## Règne

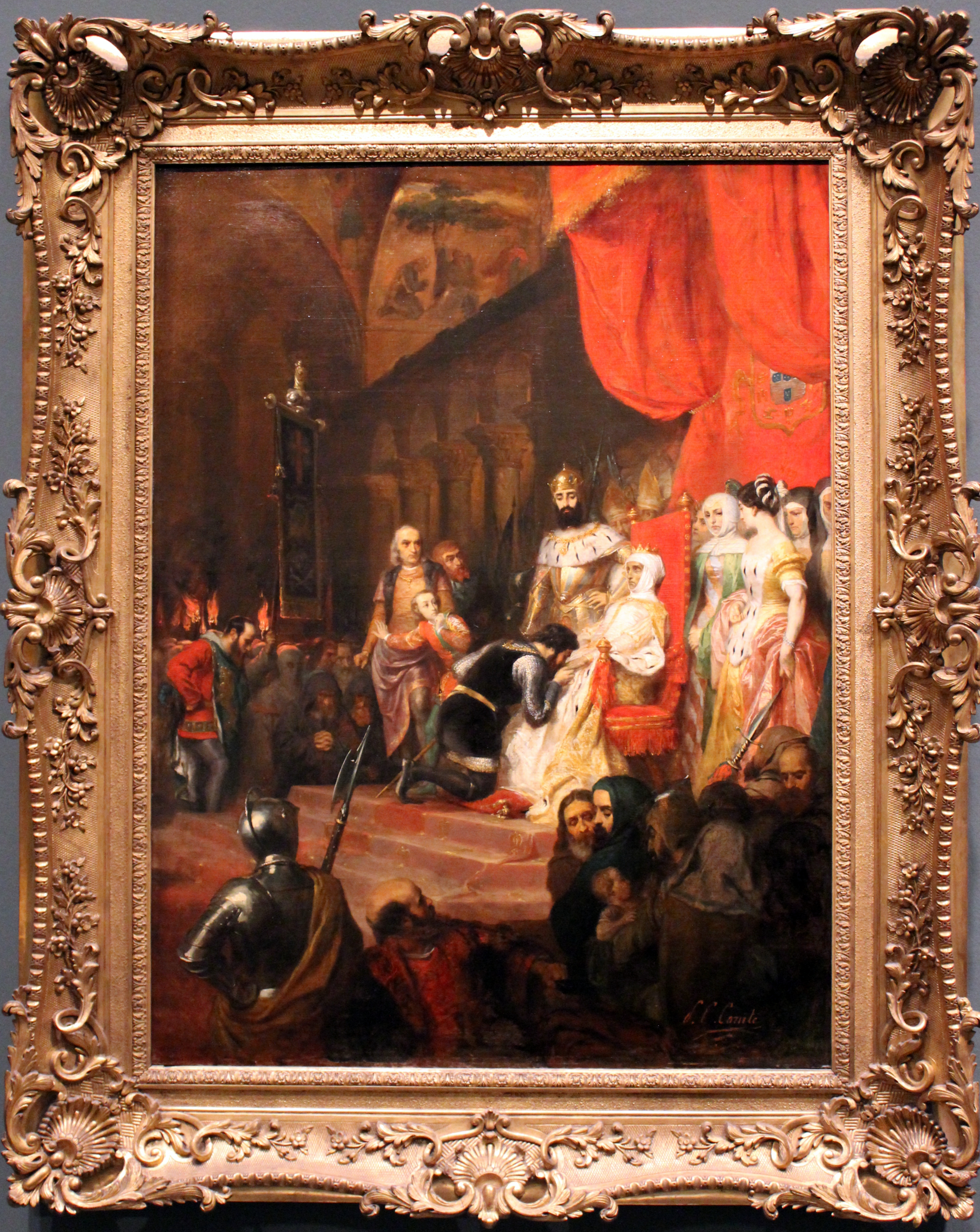
Le Couronnement d'Inès de Castro en 1361, tableau de Pierre-Charles Comte, vers 1849

Après son couronnement en 1357, Pierre Ier annonce son mariage secret avec Inés de Castro peu avant sa mort et sa volonté qu'on la considère comme reine de Portugal . Ce mariage n'est prouvé par aucun document. Deux des assassins d'Inés de Castro sont pris et exécutés avec une grande brutalité . La tradition dit aussi que Pierre Ier aurait exhumé le cadavre d'Inés de Castro, l'aurait couronné comme reine de Portugal et aurait obligé la noblesse à lui faire le baise-main . Il fait construire deux tombeaux dans les nefs latérales du monastère d'Alcobaça afin que, le jour du jugement final, les éternels amants, ressuscités, puissent se voir immédiatement. 
Comme roi, Pierre Ier est un bon administrateur, courageux dans la défense de son pays contre le pouvoir pontifical et défendant les moins favorisés . 
Il mène la justice de manière brutale, afin de ne pas retarder l'application des peines, en punissant de mort la pratique d'avocat, ce qui provoque des protestations dans les tribunaux en 1361 . 
Il ne fait pas grand-chose pour freiner le pouvoir de la noblesse, mais celle-ci craint le roi . 
En politique extérieure, il soutient son neveu, le roi Pierre Ier de Castille, dans la guerre civile qui l'oppose à son demi-frère . 
Le roi Pierre Ier a une santé fragile du fait des mariages consanguins entre les Maisons de Portugal et de Castille qui aboutissent à une véritable dégénérescence des familles royales des deux pays. Son règne marque le début de la grave crise par laquelle la première dynastie portugaise s’achève .
À sa mort en 1367, son fils Ferdinand Ier de Portugal lui succède sur le trône .

## Descendance
En 1328, il est prévu qu'il épouse Blanche (née vers 1316), une fille de l'infant Pierre-Alphonse de Castille. Le mariage est annulé pour infirmité en 1332 .
En août 1340, à Lisbonne, il épouse Constance de Castille (1316-1345), union dont on connaît quatre enfants :
- Marie de Portugal (née le 6 avril 1342 [30]- morte en 1377 [31]), dite Marie de Bourgogne, mariée le 3 février 1354 avec Ferdinand d'Aragon (1329-1363), marquis de Tortosa, fils d'Alphonse IV d'Aragon ;

- Louis de Portugal (né et mort en 1344), il n'a vécu que huit jours [32] ;

- Ferdinand (1345-1383) [32], dit Ferdinand le Beau, roi de Portugal (1367-1383), marié en 1371 avec Éléonore Teles de Menezes (1345-1386) dite Leonor Telles.

- Une fille (peut-être nommée Marie; mort-née en 1349), décédée peu après sa naissance [33];

De son prétendu mariage secret avec Inés de Castro (1325-1355) naissent quatre enfants :
- Béatrice de Portugal (1347-1381), dite Béatrice de Bourgogne, mariée en 1373 avec Sanche de Castille (1339-1374), comte d'Albuquerque et fils naturel d'Alphonse XI de Castille. Leur fille Éléonore d'Albuquerque épouse Ferdinand Ier d'Aragon ;

- Alphonse de Portugal (mort-né en 1350), décède peu après sa naissance [34] ;

- Jean de Portugal (1352 [34]-1396 [35]), duc de Valencia de Campos en 1387, marié en 1375 avec Marie Tellez de Menezes. Veuf, il épouse en 1378 Constance de Castille, fille illégitime d'Henri II de Castille ;

- Denis de Portugal (1353 [34]-1403 [36]), marié en 1372 avec Jeanne de Castille, fille illégitime d'Henri II de Castille, souche espagnole des comtes de Villars-Dompardo, dit de Torres en Espagne.

Par ailleurs, Pierre Ier a, de Thérèse Lourenço, un fils illégitime :
- Jean de Portugal (1357-1433), dit Jean le Prince de Bon Souvenir, grand-maître de l'ordre d'Aviz, puis roi de Portugal et fondateur de la dynastie d'Aviz.

## Titre complet
Roi de Portugal et de l'Algarve

## Pierre Ierdans la culture populaire
Pierre Ier est l'un des personnages du film La reine morte, réalisé en 1944 par José Leitão de Barros.